# Wereldbeker rodelen 2006/2007
De wereldbeker rodelen in het seizoen 2006/2007 begon op 18 november 2006 in het Italiaanse Cesena en eindigde op 18 februari 2007 in het Letse Sigulda. De rodelcompetitie bestond zowel voor de vrouwen als voor de mannen uit negen wedstrijden en er waren vier wedstrijden voor landenteams. De wereldbeker wordt georganiseerd door de FIL.
Bij de mannen won de Italiaan Armin Zöggeler bij de individuele rodel, in de dubbelrodel waren het de Duitsers Patric Leitner en Alexander Resch. Bij de vrouwen ging de beker naar de Duitse Silke Kraushaar-Pielach. Het landenklassement werd door Duitsland gewonnen.
In tegenstelling tot het vorige seizoen was er een extra wedstrijd op de olympische baan in Cesana nabij Turijn.

## Mannen

### Individueel

#### Uitslagen
| Datum                                                                                               | Plaats          | Eerste            | Tweede            | Derde             |
| --------------------------------------------------------------------------------------------------- | --------------- | ----------------- | ----------------- | ----------------- |
| 18/11/2006                                                                                          | Cesana Torinese | Armin Zöggeler    | Albert Demtsjenko | Reinhold Rainer   |
| 02/12/2006                                                                                          | Park City       | Armin Zöggeler    | David Möller      | Stefan Höhener    |
| 09/12/2006                                                                                          | Calgary         | David Möller      | Mārtiņš Rubenis   | Stefan Höhener    |
| 16/12/2006                                                                                          | Nagano          | Armin Zöggeler    | Albert Demtsjenko | Mārtiņš Rubenis   |
| 06/01/2007                                                                                          | Königssee       | Albert Demtsjenko | Armin Zöggeler    | David Möller      |
| 13/01/2007                                                                                          | Oberhof         | David Möller      | Jan Eichhorn      | Armin Zöggeler    |
| 20/01/2007                                                                                          | Altenberg       | Armin Zöggeler    | David Möller      | Tony Benshoof     |
| 2 t/m 4 februari 2007: Wereldkampioenschappen rodelen 2007 in Igls (telt niet mee voor wereldbeker) |                 |                   |                   |                   |
| 10/02/2007                                                                                          | Winterberg      | Armin Zöggeler    | David Möller      | Albert Demtsjenko |
| 17/02/2007                                                                                          | Sigulda         | Armin Zöggeler    | Mārtiņš Rubenis   | Albert Demtsjenko |

#### Eindstand
| Rang | Naam              | Land | CES | PAC | CAL | NAG | KÖN | OBE | ALT | WIN | SIG | Punten |
| ---- | ----------------- | ---- | --- | --- | --- | --- | --- | --- | --- | --- | --- | ------ |
| 1    | Armin Zöggeler    | ITA  | 1   | 1   | 4   | 1   | 2   | 3   | 1   | 1   | 1   | 815    |
| 2    | David Möller      | GER  | 4   | 2   | 1   | 4   | 3   | 1   | 2   | 2   | 4   | 705    |
| 3    | Reinhold Rainer   | ITA  | 3   | 4   | 7   | 5   | 9   | 6   | 11  | 5   | 8   | 451    |
| 4    | Albert Demtsjenko | RUS  | 2   | 11  | dnf | 2   | 1   | –   | –   | 3   | 3   | 444    |
| 5    | Stefan Höhener    | SUI  | 6   | 3   | 3   | 19  | 4   | 10  | 4   | 10  | 10  | 440    |
| 6    | Mārtiņš Rubenis   | LAT  | 8   | 23  | 2   | 3   | –   | 4   | 29  | 4   | 2   | 432    |
| 7    | Jan Eichhorn      | GER  | dnf | 6   | 12  | 6   | 5   | 2   | 5   | 14  | 9   | 394    |
| 8    | Tony Benshoof     | USA  | 21  | 9   | 11  | 10  | 11  | 16  | 3   | 9   | 6   | 347    |
| 9    | Daniel Pfister    | AUT  | 14  | 14  | 5   | 15  | 8   | 12  | 6   | 8   | 17  | 327    |
| 10   | Martin Abentung   | AUT  | 7   | 7   | 9   | 8   | 18  | 17  | 12  | 17  | 11  | 310    |

### Mannen dubbel

#### Wedstrijden
| Datum                                                                                               | Plaats          | Eerste                                    | Tweede                                    | Derde                                     |
| --------------------------------------------------------------------------------------------------- | --------------- | ----------------------------------------- | ----------------------------------------- | ----------------------------------------- |
| 19/11/2006                                                                                          | Cesana Torinese | Christian Oberstolz Patrick Gruber        | Patric Leitner Alexander Resch            | Gerhard Plankensteiner Oswald Haselrieder |
| 03/12/2006                                                                                          | Park City       | Christian Oberstolz Patrick Gruber        | Patric Leitner Alexander Resch            | Gerhard Plankensteiner Oswald Haselrieder |
| 10/12/2006                                                                                          | Calgary         | Patric Leitner Alexander Resch            | Christian Oberstolz Patrick Gruber        | Markus Schiegl Tobias Schiegl             |
| 17/12/2006                                                                                          | Nagano          | Patric Leitner Alexander Resch            | Christian Oberstolz Patrick Gruber        | André Florschütz Torsten Wustlich         |
| 07/01/2007                                                                                          | Königssee       | Patric Leitner Alexander Resch            | Christian Oberstolz Patrick Gruber        | Sebastian Schmidt Andre Forker            |
| 14/01/2007                                                                                          | Oberhof         | Christian Oberstolz Patrick Gruber        | Patric Leitner Alexander Resch            | Gerhard Plankensteiner Oswald Haselrieder |
| 21/01/2007                                                                                          | Altenberg       | Markus Schiegl Tobias Schiegl             | Patric Leitner Alexander Resch            | Christian Oberstolz Patrick Gruber        |
| 2 t/m 4 februari 2007: Wereldkampioenschappen rodelen 2007 in Igls (telt niet mee voor wereldbeker) |                 |                                           |                                           |                                           |
| 11/02/2007                                                                                          | Winterberg      | Patric Leitner Alexander Resch            | Gerhard Plankensteiner Oswald Haselrieder | Markus Schiegl Tobias Schiegl             |
| 18/02/2007                                                                                          | Sigulda         | Gerhard Plankensteiner Oswald Haselrieder | Christian Oberstolz Patrick Gruber        | Andreas Linger Wolfgang Linger            |

#### Eindstand
| Rang | Naam                                      | Land | CES | PAC | CAL | NAG | KÖN | OBE | ALT | WIN | SIG | Punten |
| ---- | ----------------------------------------- | ---- | --- | --- | --- | --- | --- | --- | --- | --- | --- | ------ |
| 1    | Patric Leitner Alexander Resch            | GER  | 2   | 2   | 1   | 1   | 1   | 2   | 2   | 1   | 7   | 786    |
| 2    | Christian Oberstolz Patrick Gruber        | ITA  | 1   | 1   | 2   | 2   | 2   | 1   | 4   | 4   | 2   | 760    |
| 3    | Gerhard Plankensteiner Oswald Haselrieder | ITA  | 3   | 3   | 7   | 9   | 9   | 3   | 3   | 2   | 1   | 589    |
| 4    | Markus Schiegl Tobias Schiegl             | AUT  | 5   | 10  | 3   | 5   | 4   | 5   | 1   | 3   | 5   | 556    |
| 5    | Andreas Linger Wolfgang Linger            | AUT  | 4   | 5   | 6   | 4   | 5   | 9   | 6   | 9   | 3   | 478    |
| 6    | Mark Grimmette Brian Martin               | USA  | 12  | 4   | 5   | 6   | 7   | 7   | 11  | 6   | 4   | 433    |
| 7    | André Florschütz Torsten Wustlich         | GER  | 10  | 6   | 4   | 3   | 6   | 6   | 5   | –   | –   | 371    |
| 8    | Juris Šics Andris Šics                    | LAT  | 6   | 8   | 8   | 8   | 12  | 14  | 8   | 11  | 8   | 354    |
| 9    | Peter Penz Georg Fischler                 | AUT  | 13  | 12  | 10  | 7   | 10  | 10  | 7   | 7   | 13  | 338    |
| 10   | Chris Moffat Mike Moffat                  | CAN  | 11  | –   | 11  | 11  | 8   | 12  | 10  | 8   | 11  | 309    |

## Vrouwen
Halverwege het seizoen nam tweevoudig en regerend olympisch kampioene en zesvoudig wereldkampioene Sylke Otto afscheid.

### Wedstrijden
| Datum                                                                                               | Plaats          | Eerste                  | Tweede                  | Derde               |
| --------------------------------------------------------------------------------------------------- | --------------- | ----------------------- | ----------------------- | ------------------- |
| 18/11/2006                                                                                          | Cesana Torinese | Silke Kraushaar-Pielach | Anke Wischnewski        | Tatjana Hüfner      |
| 02/12/2006                                                                                          | Park City       | Silke Kraushaar-Pielach | Sylke Otto              | Anke Wischnewski    |
| 09/12/2006                                                                                          | Calgary         | Tatjana Hüfner          | Silke Kraushaar-Pielach | Anke Wischnewski    |
| 16/12/2006                                                                                          | Nagano          | Silke Kraushaar-Pielach | Sylke Otto              | Tatjana Hüfner      |
| 06/01/2007                                                                                          | Königssee       | Silke Kraushaar-Pielach | Tatjana Hüfner          | Anke Wischnewski    |
| 13/01/2007                                                                                          | Oberhof         | Silke Kraushaar-Pielach | Tatjana Hüfner          | Corinna Martini     |
| 20/01/2007                                                                                          | Altenberg       | Silke Kraushaar-Pielach | Natalie Geisenberger    | Anke Wischnewski    |
| 2 t/m 4 februari 2007: Wereldkampioenschappen rodelen 2007 in Igls (telt niet mee voor wereldbeker) |                 |                         |                         |                     |
| 10/02/2007                                                                                          | Winterberg      | Tatjana Hüfner          | Anke Wischnewski        | Natalia Jakuschenko |
| 17/02/2007                                                                                          | Sigulda         | Silke Kraushaar-Pielach | Natalia Jakuschenko     | Nina Reithmayer     |

### Eindstand
| Rang | Naam                    | Land | CES | PAC | CAL | NAG | KÖN | OBE | ALT | WIN | SIG | Punten |
| ---- | ----------------------- | ---- | --- | --- | --- | --- | --- | --- | --- | --- | --- | ------ |
| 1    | Silke Kraushaar-Pielach | GER  | 1   | 1   | 2   | 1   | 1   | 1   | 1   | 4   | 1   | 845    |
| 2    | Tatjana Hüfner          | GER  | 3   | 4   | 1   | 3   | 2   | 2   | 4   | 1   | 5   | 685    |
| 3    | Anke Wischnewski        | GER  | 2   | 3   | 3   | 5   | 3   | 4   | 3   | 2   | 9   | 604    |
| 4    | Nina Reithmayer         | AUT  | −   | 6   | 6   | 6   | 7   | 8   | 5   | 5   | 3   | 418    |
| 5    | Natalia Jakuschenko     | UKR  | 8   | 11  | 18  | −   | 12  | 9   | 9   | 3   | 2   | 364    |
| 6    | Ashley Hayden           | USA  | 13  | 8   | 7   | 4   | 18  | 6   | 11  | 8   | 11  | 361    |
| 7    | Veronika Halder         | AUT  | 6   | 12  | 5   | 7   | 14  | 14  | 6   | 11  | 10  | 359    |
| 8    | Martina Kocher          | SUI  | 9   | 14  | 9   | 10  | 9   | 5   | 7   | 7   | 15  | 354    |
| 9    | Erin Hamlin             | USA  | 7   | 5   | 14  | 20  | 6   | 11  | 13  | 12  | 20  | 317    |
| 10   | Sylke Otto              | GER  | 4   | 2   | 21  | 2   | 4   | −   | −   | −   | −   | 310    |

## Landenwedstrijd

### Wedstrijden
| Datum                                                                                               | Plaats     | Eerste                                                                        | Tweede                                                                      | Derde                                                                        |
| --------------------------------------------------------------------------------------------------- | ---------- | ----------------------------------------------------------------------------- | --------------------------------------------------------------------------- | ---------------------------------------------------------------------------- |
| 10/12/2006                                                                                          | Calgary    | Letland Maija Tīruma Andris Šics Juris Šics Mārtiņš Rubenis                   | Canada Regan Lauscher Chris Moffat Mike Moffat Jeff Christie                | Verenigde Staten Courtney Zablocki Mark Grimmette Brian Martin Tony Benshoof |
| 17/12/2006                                                                                          | Nagano     | Duitsland Silke Kraushaar-Pielach Patric Leitner Alexander Resch David Möller | Oostenrijk Nina Reithmayer Andreas Linger Wolfgang Linger Martin Abentung   | Verenigde Staten Ashley Hayden Mark Grimmette Brian Martin Tony Benshoof     |
| 07/01/2007                                                                                          | Königssee  | Duitsland Silke Kraushaar-Pielach Patric Leitner Alexander Resch David Möller | Oostenrijk Nina Reithmayer Markus Schiegl Tobias Schiegl Daniel Pfister     | Canada Regan Lauscher Chris Moffat Mike Moffat Jeff Christie                 |
| 2 t/m 4 februari 2007: Wereldkampioenschappen rodelen 2007 in Igls (telt niet mee voor wereldbeker) |            |                                                                               |                                                                             |                                                                              |
| 11/02/2007                                                                                          | Winterberg | Duitsland Patric Leitner Alexander Resch Silke Kraushaar-Pielach David Möller | Rusland Mihail Kuzmitch Juri Weselow Alexandra Rodionowa Albert Demtschenko | Oostenrijk Tobias Schiegl Markus Schiegl Nina Reithmayer Daniel Pfister      |

### Eindstand
| Rang | Land             | CAL | NAG | KÖN | WIN | Punten |
| ---- | ---------------- | --- | --- | --- | --- | ------ |
| 1    | Duitsland        | −   | 1   | 1   | 1   | 300    |
| 2    | Canada           | 2   | 4   | 3   | 5   | 270    |
| 3    | Verenigde Staten | 3   | 3   | 4   | 4   | 260    |
| 4    | Oostenrijk       | −   | 2   | 2   | 3   | 240    |
| 5    | Letland          | 1   | 5   | dsq | 6   | 205    |
| 6    | Rusland          | 4   | 7   | dnf | 2   | 191    |
| 7    | Italië           | −   | 6   | 5   | 7   | 151    |
| 8    | Slowakije        | 5   | −   | 6   | 8   | 147    |
| 9    | Polen            | 6   | −   | 7   | 9   | 135    |
| 10   | Roemenië         | 7   | 9   | −   | −   | 85     |
| 11   | Japan            | −   | 8   | 8   | −   | 84     |
| 12   | Tsjechië         | dnf | −   | 9   | dns | 39     |

1977/1978 · 
1978/1979 · 
1979/1980 · 
1980/1981 · 
1981/1982 · 
1982/1983 · 
1983/1984 · 
1984/1985 · 
1985/1986 · 
1986/1987 · 
1987/1988 · 
1988/1989 · 
1989/1990 · 
1990/1991 · 
1991/1992 · 
1992/1993 · 
1993/1994 · 
1994/1995 · 
1995/1996 · 
1996/1997 · 
1997/1998 · 
1998/1999 · 
1999/2000 · 
2000/2001 · 
2001/2002 · 
2002/2003 · 
2003/2004 · 
2004/2005 · 
2005/2006 · 
2006/2007 · 
2007/2008 · 
2008/2009 · 
2009/2010 ·
2010/2011 ·
2011/2012 ·
2012/2013 ·
2013/2014 ·
2014/2015 ·
2015/2016 ·
2016/2017 ·
2017/2018 ·
2018/2019 · 
2019/2020 ·
2020/2021 ·
2021/2022 ·
2022/2023 ·
2023/2024 ·
2024/2025
Alpineskiën ·
Biatlon ·
Bobsleeën ·
Freestyleskiën ·
Langlaufen ·
Noordse combinatie ·
Rodelen ·
Schaatsen ·
Schansspringen ·
Shorttrack ·
Skeleton ·
Snowboarden